# ديلفيم موريرا
ديلفيم موريرا (بالبرتغالية: Delfim Moreira da Costa Ribeiro) رئيس البرازيل العاشر، حكم البرازيل للفترة 1918-1919 خلفاً للرئيس فينسيسلاو براس بعد أن كان من المقترض أن يستلم المنصب الرئيس رودريغز ألفيز لكنه لم يستلمه لظروف مرضه.
جاء بعده الرئيس إبيتاسيو بيسوا.